# Guillermo Sevilla Sacasa
Guillermo Sevilla Sacasa (León, Nicaragua, 11 de septiembre de 1908 - Potomac, Estados Unidos, 16 de diciembre de 1997) fue un diplomático nicaragüense.

## Biografía
Nació en León, Nicaragua, el 11 de septiembre de 1908. Hijo de Ramón Sevilla Castellón y Dolores Sacasa y nieto del Presidente Roberto Sacasa y Sarria. Fue el embajador Nicaragüense en los Estados Unidos de 1943 hasta 1979, cuando la Revolución Sandinista triunfó y derrocó el gobierno de la familia de su esposa. Nombrado "Decano del Cuerpo Diplomático", y conocido como "El embajador más condecorado en el mundo".  
También ostenta el récord de ser la persona quien asistió al mayor número de banquetes, cócteles, galas, ceremonias e inauguraciones presidenciales en Washington, superando a cualquier otro diplomático o a presidentes americanos.
Se casó con su pariente Lillian Somoza Debayle, una rica heredera, hija de su prima hermana Salvadora Debayle Sacasa y del entonces Presidente de Nicaragua Anastasio Somoza García el 1 de febrero de 1943 en la hoy Antigua Catedral de Managua. De la unión con su esposa nacieron nueve hijos.

## La toma de la casa de José María Castillo Quant
Cuando su cuñado Anastasio Somoza Debayle recién había iniciado su segundo periodo como Presidente de Nicaragua el 1 de diciembre de 1974, pocas semanas después (cerca de las 11 de la noche del 27 del mismo mes y año) un comando de la guerrilla del Frente Sandinista de Liberación Nacional (FSLN) al mando del comandante Eduardo Contreras e integrado por Hugo Torres, Joaquín Cuadra Lacayo, Javier Carrión McDonough (ambos futuros jefes del Ejército de Nicaragua en los períodos 1995-2000 y 2000-2005 respectivamente) y otros 9 guerrilleros, asaltó la casa del Doctor José María Castillo Quant, ministro de Agricultura y Ganadería, ubicada en el Colonial Los Robles, en Managua, mientras allí se celebraba una fiesta. El asalto se dio después de que salieron de la casa el embajador de Estados Unidos en Nicaragua Turner Shelton y el general José R. Somoza (hermano de los Somoza Debayle por parte de padre), quienes tenían guardaespaldas. Entre los invitados a la fiesta, tomados como rehenes, estaba él junto con otras 20 personas miembros del Gabinete Gubernamental y sus esposas. 
Castillo Quant fue el único muerto en el operativo por un disparo que le hizo Cuadra al querer resistirse a la toma de su casa y el comando exigió la liberación de 8 reos sandinistas (entre ellos el actual presidente de la nación Daniel Ortega Saavedra), medio millón de dólares y un avión con algunos rehenes para ir a Cuba tres días después, lo que se logró con la mediación de Monseñor Miguel Obando y Bravo, Arzobispo de Managua y también porque Lillian viajó a Managua para pedirle a su hermano Anastasio que cediera a las exigencias del FSLN y así evitar que mataran a su esposo. Esto causó que su hermano decretara el estado de sitio y la censura de prensa por 33 meses hasta el 19 de septiembre de 1977 contra los medios de comunicación opositores.
Sevilla Sacasa fue un personaje clave en la política y diplomacia nicaragüense mientras duró la dinastía familiar de su esposa en el país Centroamericano.
Se decía que él controlaba una tercera parte de los bienes de los Somoza y se encargaba de las inversiones de su suegra en bienes raíces en los Estados Unidos.
Sevilla Sacasa, quien era un hombre elegante y de finos modales fue conocido por ser un perfecto anfitrión y tener la facilidad de caer bien en las altas esferas sociales del mundo. Amigo personal de presidentes americanos y miembros del Jet set.

## Fallecimiento
Falleció en Potomac, Estados Unidos, 16 de diciembre de 1997 a los 89 años de edad.